# Anisoperas tessellata
Anisoperas tessellata är en fjärilsart som beskrevs av Walker 1866. Anisoperas tessellata ingår i släktet Anisoperas och familjen mätare. Inga underarter finns listade i Catalogue of Life.